# Gillian Bates
Gillian Patricia Bates (nacida el 19 de mayo de 1956) es una bióloga británica miembro de la Academia de Ciencias Médicas y la Royal Society. Se distingue por su investigación sobre las bases moleculares de la enfermedad de Huntington y en 1998 recibió el Premio GlaxoSmithKline como codescubridora de la causa de esta enfermedad. A partir de 2016, es profesora de neurogenética en el Instituto de Neurología de la University College de Londres(UCL) y codirectora (junto Sarah Tabrizi) del Centro de Enfermedades de Huntington de la UCL.

## Educación
Bates fue educada en la Escuela secundaria Kenilworth y en la Universidad de Sheffield, donde se graduó con una licenciatura en ciencias en 1979. Completó sus estudios de posgrado en el Birkbeck College de Londres donde obtuvo una maestría en ciencias en 1984, seguido de un doctorado de la Escuela de Medicina del Hospital de Santa María, en 1987 por mapeo genético del gen de fibrosis quística.

## Investigación
Su investigación se ha centrado en la enfermedad de Huntington. Formó parte del primer grupo en clonar el gen de la enfermedad de Huntington. También creó el primer modelo de ratón de la enfermedad, el ratón R6 / 2, un paso importante para comprender la patogénesis de Huntington.
Antes de unirse a UCL en 2016, fue la jefa del Grupo de Investigación de Neurogenética en el King's College de Londres.

## Premios y honores
Ha sido elegida miembro de la Academia de Ciencias Médicas (1999) y miembro de la Organización Europea de Biología Molecular (2002). Fue elegida miembro de la Royal Society en 2007 y de su Consejo en 2011. En 1998, recibió el Premio Glaxo Wellcome de la Royal Society conjuntamente con Stephen Davies, por el "descubrimiento de la causa de la enfermedad de Huntington".